# Cyphomyrmex paniscus
Cyphomyrmex paniscus é uma espécie de inseto do gênero Cyphomyrmex, pertencente à família Formicidae.